# Gorgonidia pallidipennis
Gorgonidia pallidipennis là một loài bướm đêm thuộc phân họ Arctiinae, họ Erebidae.